# DDR-Skimeisterschaften 1962
Die 14. DDR-Skimeisterschaften fanden vom 3. bis zum 5. Februar 1962  im thüringischen Schmiedefeld statt. In acht Entscheidungen der Nordischen Skidisziplinen Langlauf, Skispringen und Nordische Kombination, davon zwei Mannschaftswettbewerben gingen 220 Athleten an den Start. Die Meisterschaftsentscheidung im 50-km-Langlauf der Männer wurde am 11. März 1962 im sächsischen Carlsfeld ausgetragen. Während für die kurz darauf stattfindenden Nordischen Skiweltmeisterschaften im polnischen Zakopane die Langläufer bereits feststanden, waren die Meisterschaften im Skispringen und der Nordischen Kombination noch letzte Qualifikationswettbewerbe für die WM.

## Langlauf

### Männer

#### 15 km
Bei Temperaturen um die Null Grad und Sonnenschein startete der erste Männerwettbewerb. Zum Schluss gab es einen Klingenthaler Dreifacherfolg, wobei Enno Röder mit 13 Sekunden Vorsprung den Titel gewann. Vizemeister Helmut Weidlich musste einen Sturz verkraften, der ihn wertvolle Sekunden kostete. Altmeister Kuno Werner kam auf Rang 5 ein.
Datum: Sonnabend, 3. Februar 1962
| Platz | Sportler           | Mannschaft            | Zeit (h) |
| ----- | ------------------ | --------------------- | -------- |
| 1     | Enno Röder         | SC Dynamo Klingenthal | 46:02    |
| 2     | Helmut Weidlich    | SC Dynamo Klingenthal | 46:15    |
| 3     | Heinz Seidel       | SC Dynamo Klingenthal | 46:27    |
| 4     | Klaus Kretzschmann | ASK Vorwärts Oberhof  | 46:36    |
| 5     | Kuno Werner        | ASK Vorwärts Oberhof  | 46:55    |
| 6     | Werner Stubenrauch | SC Dynamo Klingenthal | 47:09    |
| 7     | Jürgen Beer        | ASK Vorwärts Oberhof  | 47:43    |
| 8     | Adolf Jankowski    | ASK Vorwärts Oberhof  | 47:44    |
| 9     | Werner Haase       | ASK Vorwärts Oberhof  | 48:02    |
| 10    | Gerd Haustein      | ASK Vorwärts Oberhof  | 48:14    |

#### 30 km
Seinen ersten Einzeltitel konnte der 32-jährige Klingenthaler Heinz Seidel feiern. Bei strömendem Regen waren die Bedingungen für die 40 Starter äußerst kompliziert, nicht wenige gaben auf. Seidel startete eine halbe Minute hinter Kuno Werner und konnte sich im Rennverlauf an ihn heranarbeiten. Am Ende gewann er das Rennen mit 50 Sekunden Vorsprung.
Datum: Montag, 5. Februar 1962
| Platz | Sportler           | Mannschaft            | Zeit (h) |
| ----- | ------------------ | --------------------- | -------- |
| 1     | Heinz Seidel       | SC Dynamo Klingenthal | 1:39:52  |
| 2     | Kuno Werner        | ASK Vorwärts Oberhof  | 1:40:42  |
| 3     | Enno Röder         | SC Dynamo Klingenthal | 1:41:29  |
| 4     | Helmut Weidlich    | SC Dynamo Klingenthal | 1:41:49  |
| 5     | Klaus Kretzschmann | ASK Vorwärts Oberhof  | 1:43:00  |

#### 50 km
Den letzten Meisterschaftstitel holte sich in Carlsfeld recht überraschend der Biathlet Dieter Ritter. Dabei deklassierte er die Konkurrenz geradezu, denn sein Vorsprung zum Vizemeister betrug über vier Minuten. Titelverteidiger Kuno Werner hatte offensichtlich bei nicht einfachen Bedingungen, in der Sonne war es bis zu 20 °C warm, gründlich verwachst. Er kam mit über einer Viertelstunde Rückstand als Elfter ins Ziel.
Datum: Sonntag, 11. März 1962
| Platz | Sportler           | Mannschaft            | Zeit (h) |
| ----- | ------------------ | --------------------- | -------- |
| 1     | Dieter Ritter      | SG Dynamo Zinnwald    | 3:33:18  |
| 2     | Werner Haase       | ASK Vorwärts Oberhof  | 3:37:38  |
| 3     | Klaus Kretzschmann | ASK Vorwärts Oberhof  | 3:38:14  |
| 4     | Deinert            | ASK Vorwärts Oberhof  | 3:41:49  |
| 5     | Enno Röder         | SC Dynamo Klingenthal | 3:42:53  |
| 5     | Helmut Weidlich    | SC Dynamo Klingenthal | 3:43:39  |

#### 4 × 10-km-Staffel
Was über die Einzelstrecken schon ersichtlich war, setzte sich in der Staffel fort. Ein schon 36-jähriger Kuno Werner reichte allein nicht, um die Klingenthaler Staffel mit den Assen Weidlich, Röder und Seidel zu gefährden. Mit reichlich einer Minute konnte am Ende der Abstand noch in Grenzen gehalten werden.
Datum: Dienstag, 6. Februar 1962
| Platz | Mannschaft              | Sportler                                                   | Zeit (h) |
| ----- | ----------------------- | ---------------------------------------------------------- | -------- |
| 1     | SC Dynamo Klingenthal I | Werner Stubenrauch Helmut Weidlich Heinz Seidel Enno Röder | 2:11:24  |
| 2     | ASK Vorwärts Oberhof I  | Werner Haase Jürgen Beer Kuno Werner Klaus Kretzschmann    | 2:12:29  |
| 3     | ASK Vorwärts Oberhof II | Adolf Jankowski Fraustein Krämer Bechmann                  | 2:15:15  |

### Frauen

#### 5 km
Über die Kurzdistanz konnte Christa Herklotz den Spieß umdrehen und gewann bei unangenehmem Dauerregen vor Sonnhilde Kallus das Rennen.
Datum: Montag, 5. Februar 1962
| Platz | Sportler          | Mannschaft                | Zeit (h) |
| ----- | ----------------- | ------------------------- | -------- |
| 1     | Christa Herklotz  | SC Traktor Oberwiesenthal | 20:50    |
| 2     | Sonnhilde Kallus  | SC Dynamo Klingenthal     | 21:21    |
| 3     | Gudrun Zschögner  | SC Motor Zella-Mehlis     | 21:30    |
| 4     | Christine Nestler | SC Traktor Oberwiesenthal | 21:49    |
| 5     | Bärbel Bader      | SC Motor Zella-Mehlis     | 21:52    |

#### 10 km
Den ersten Frauenwettbewerb konnte Sonnhilde Kallus recht souverän für sich entscheiden. Der Kampf um die Bronzemedaille war hingegen spannend. Am Ende trennte Karen Jahns und Christine Nestler nur eine ganze Sekunde. Vorjahresmeisterin Renate Dannhauer fehlte infolge eines Trauerfalls.
Datum: Sonnabend, 3. Februar 1962
| Platz | Sportler              | Mannschaft                | Zeit (h) |
| ----- | --------------------- | ------------------------- | -------- |
| 1     | Sonnhilde Kallus      | SC Dynamo Klingenthal     | 34:36    |
| 2     | Christa Herklotz      | SC Traktor Oberwiesenthal | 35:15    |
| 3     | Karen Jahns           | SC Dynamo Klingenthal     | 35:28    |
| 4     | Christine Nestler     | SC Traktor Oberwiesenthal | 35:39    |
| 5     | Elfriede Spiegelhauer | SC Dynamo Klingenthal     | 36:45    |
| 6     | Luise Preiss          | SC Motor Zella-Mehlis     | 37:01    |
| 7     | Renate Köhler         | SC Traktor Oberwiesenthal | 37:12    |
| 8     | Gudrun Zschögner      | SC Traktor Oberwiesenthal | 37:17    |
| 9     | Bärbel Bader          | SC Motor Zella-Mehlis     | 37:18    |
| 10    | Gabriele Nobis        | SC Dynamo Klingenthal     | 37:29    |

#### 3 × 5-km-Staffel
Im Staffelwettbewerb der Frauen sah es vor den Meisterschaften nach einem Duell zwischen Vorjahresmeister Zella-Mehlis und den oftmaligen Staffelsiegern aus Klingenthal aus. Doch insbesondere durch Christa Herklotz rückte nun auch die Oberwiesenthaler Staffel mit in den Kreis der Titelfavoriten. Und nach dem zweiten Wechsel führten die Oberwiesenthalerinnen auch, Christa Herklotz ging zehn Sekunden vor Sonnhilde Kallus in die Spur. Renate Dannhauers Abstand vom Titelverteidiger Zella-Mehlis war da schon zu groß, um in en Titelkampf noch eingreifen zu können.
Datum: Dienstag, 6. Februar 1962
| Platz | Mannschaft                | Sportler                                         | Zeit (h) |
| ----- | ------------------------- | ------------------------------------------------ | -------- |
| 1     | SC Dynamo Klingenthal I   | Gabriele Nobis Karen Jahns Sonnhilde Kallus      | 56:51    |
| 2     | SC Traktor Oberwiesenthal | Renate Köhler Christine Nestler Christa Herklotz | 57:11    |
| 3     | SC Motor Zella-Mehlis I   | Gudrun Zschögner Bärbel Bader Renate Dannhauer   | 57:45    |
| 4     | SC Dynamo Klingenthal II  | Harzer Roßmeisel Elfriede Spiegelhauer           | 58:53    |
| 5     | SC Motor Zella-Mehlis II  | Luise Preiß Heß Vierheilig                       | 59:02    |

## Nordische Kombination
Der Kombinationswettbewerb startete diesmal verkehrt herum, nämlich zunächst mit dem Lauf. Von diesem ist nur überliefert, dass der Brotteroder Kurt Albrecht führte. Zudem lag der Vorjahresmeister Günter Flauger mit Schlüsselbeinbruch im Krankenhaus. Der Sprungwettbewerb, der auf der Oberhofer Thüringenschanze stattfand, musste am Montag, dem 5. Februar abgebrochen werden. Nach zwei Durchgängen und mehreren Stürzen infolge unberechenbarer Windböen zogen die Organisatoren die Reißleine und verschoben das Springen auf den Dienstagmorgen. Beim Springen konnte sich Rainer Dietel mit den besten Sprüngen auf den ersten Platz schieben und gewann damit seinen ersten Meistertitel. Im Endklassement lagen auf den ersten acht Plätzen nur Kombinierer des SC Dynamo Klingenthal.
Datum:Langlauf 15 km, Sonntag, 4. Februar 1962; Sprunglauf Dienstag, 6. Februar 1962
| Platz | Sportler        | Mannschaft            | Punkte |
| ----- | --------------- | --------------------- | ------ |
| 1     | Rainer Dietel   | SC Dynamo Klingenthal | 477,35 |
| 2     | Günter Meinel   | SC Dynamo Klingenthal | 471,88 |
| 3     | Jürgen Meinel   | SC Dynamo Klingenthal | 461,02 |
| 4     | Rolf Schönherr  | SC Dynamo Klingenthal | 452,35 |
| 5     | Siegfried Böhme | SC Dynamo Klingenthal | 449,20 |
| 6     | Klaus Goldhahn  | SC Dynamo Klingenthal | 447,10 |

## Skispringen
Auf der damals größten Naturschanze der DDR, der Walter-Ulbricht Schanze im Vessertal, fand vor 15.000 Zuschauern die letzte Weltmeisterschaftsausscheidung statt. Nach 3 Durchgängen gab es einen Zella-Mehliser Doppelerfolg. Der bis dahin nicht der Nationalmannschaft angehörende Dietmar Klemm konnte sich durch seinen 6. Platz knapp für die WM qualifizieren.
Datum: Sonntag, 4. Februar 1962
| Platz | Sportler         | Mannschaft              | Punkte |
| ----- | ---------------- | ----------------------- | ------ |
| 1     | Helmut Recknagel | SC Motor Zella-Mehlis   | 234,5  |
| 2     | Veit Kührt       | SC Motor Zella-Mehlis   | 223,5  |
| 3     | Kurt Schramm     | ASK Vorwärts Brotterode | 221,0  |
| 4     | Dieter Bokeloh   | ASK Vorwärts Brotterode | 219,7  |
| 5     | Peter Lesser     | SC Motor Zella-Mehlis   | 208,9  |
| 6     | Dietmar Klemm    | SC Dynamo Klingenthal   | 208,2  |
| 7     | Lothar Heyer     | SC Motor Zella-Mehlis   | 207,6  |
| 8     | Hugo Fuchs       | SC Dynamo Klingenthal   | 205,1  |
| 9     | Johannes Riedel  | SC Motor Zella-Mehlis   | 204,6  |
| 10    | Manfred Münch    | ASK Vorwärts Brotterode | 202,5  |

## Medaillenspiegel
Die Klingenthaler Sportler drückten den Meisterschaften ihren Stempel auf, allein sechs von acht in Schmiedefeld vergebenen Titeln konnten sie gewinnen. Enttäuschend war das Abschneiden der Oberhofer Athleten, die zwar die zweitmeisten Medaillen gewannen, aber keinen Titel mit nach Hause nahmen.
| Medaillenspiegel (nach allen 9 Wettbewerben) | Medaillenspiegel (nach allen 9 Wettbewerben) | Medaillenspiegel (nach allen 9 Wettbewerben) | Medaillenspiegel (nach allen 9 Wettbewerben) | Medaillenspiegel (nach allen 9 Wettbewerben) | Medaillenspiegel (nach allen 9 Wettbewerben) |
| Platz                                        | Mannschaft                                   | Gold                                         | Silber                                       | Bronze                                       | Gesamt                                       |
| -------------------------------------------- | -------------------------------------------- | -------------------------------------------- | -------------------------------------------- | -------------------------------------------- | -------------------------------------------- |
| 1                                            | SC Dynamo Klingenthal                        | 6                                            | 3                                            | 4                                            | 13                                           |
| 2                                            | SC Traktor Oberwiesenthal                    | 1                                            | 2                                            | 0                                            | 3                                            |
| 3                                            | SC Motor Zella-Mehlis                        | 1                                            | 1                                            | 2                                            | 4                                            |
| 4                                            | SG Dynamo Zinnwald                           | 1                                            | 0                                            | 0                                            | 1                                            |
| 5                                            | ASK Vorwärts Oberhof                         | 0                                            | 3                                            | 2                                            | 5                                            |
| 6                                            | ASK Vorwärts Brotterode                      | 0                                            | 0                                            | 1                                            | 1                                            |

## WM-Aufgebot
Im Anschluss an die Meisterschaften wurde das Mannschaftsaufgebot für die Nordischen Skiweltmeisterschaften bekanntgegeben. Die Kombinierer wurden aufgrund der Verzögerung ihrer Meisterschaft etwas später nominiert.
Spezialsprunglauf
- Helmut Recknagel (SC Motor Zella-Mehlis)
- Willi Wirth (ASK Vorwärts Brotterode)
- Veit Kührt (SC Motor Zella-Mehlis)
- Peter Lesser (SC Motor Zella-Mehlis)
- Kurt Schramm (ASK Vorwärts Brotterode)
- Dietmar Klemm (SC Dynamo Klingenthal)

Nordische Kombination
- Günter Meinel (SC Dynamo Klingenthal)
- Siegfried Böhme (SC Dynamo Klingenthal)
- Klaus Goldhahn (SC Dynamo Klingenthal)
- Rainer Dietel (SC Dynamo Klingenthal)
- Rolf Schönherr (SC Dynamo Klingenthal)

Langlauf
| Männer - Kuno Werner (ASK Vorwärts Oberhof) - Enno Röder (SC Dynamo Klingenthal) - Heinz Seidel (SC Dynamo Klingenthal) - Helmut Weidlich (SC Dynamo Klingenthal) - Klaus Kretzschmann (ASK Vorwärts Oberhof) - Rudolf Dannhauer (ASK Vorwärts Oberhof) | Frauen - Christine Nestler (SC Traktor Oberwiesenthal) - Sonnhilde Kallus (SC Dynamo Klingenthal) - Karin Jahns (SC Dynamo Klingenthal) - Renate Dannhauer (SC Motor Zella-Mehlis) - Christa Herklotz (SC Traktor Oberwiesenthal) |